# Cienfuegos
Cienfuegos város Kuba szigetén, az azonos nevű tartományban, 60 kilométerre a Playa Giróntól. A települést a „La Perla del Sur” (A Dél Gyöngye) néven is szokták emlegetni. a Cienfuegosi egyházmegye püspöki székvárosa. Lakosainak száma 164 924 fő (2012).
Kuba fővárosától 340 km-re fekszik. A Bahía de Cienfuegos vagy Jagua keleti partjára épült. Cienfuegos kikötőjét úgy építették ki, hogy az ellenséges hajókat ágyúzni lehessen, ahogy a szűk csatornán közeledtek. A kikötőt a Jagua-erőd (Castillo de Jagua) védi, amit már jó előre megtervezve, még 1745-ben építettek: az 1600-as években már gondoltak rá, hogy felépítsék, de csak 1742-ben kezdődött meg a kivitelezés, teljes egészében pedig csak 1945-ben fejeződött be. Ma az erődhöz külön hajójárat vezet.
A helyiek fő megélhetési forrásai közé tartozik a szarvasmarha-tenyésztés és a cukornád termesztése. A tengeröbölnél ipari területet alakítottak ki. Kuba első atomerőművét ezen a helyen építhetik fel.
1819-ben bocsátották ki azt a dekrétumot, mellyen megalapították a várost. Kezdetben főleg Louisianából érkezett franciák éltek a településen. A város a vasút megépítését követően kezdett gyarapodni.
Cienfuegos főtere a Parque Martí, másik nevén a Parque Central, ahol megcsodálhatjuk José Martí szobrát is, valamint hat másik mellszobrot is. Egy diadalívet is felállítottak az 1902. május 20-i kubai forradalom hőseinek. A park bejáratát márványból készült oroszlánok őrzik.
Cienfuegos székesegyháza klasszicista stílusú. A Poder Provincial hivatal, a Tomas Terry Színház, a Szent Ferenc Kollégium, a városi múzeum (Museo Municipal) azok az épületek, amit a Cienfuegosba látogató turistának érdemes meglátogatnia.

## Híres szülöttei
- Alexander Abreu (1976) trombitás, énekes, dalszerző

## Galéria

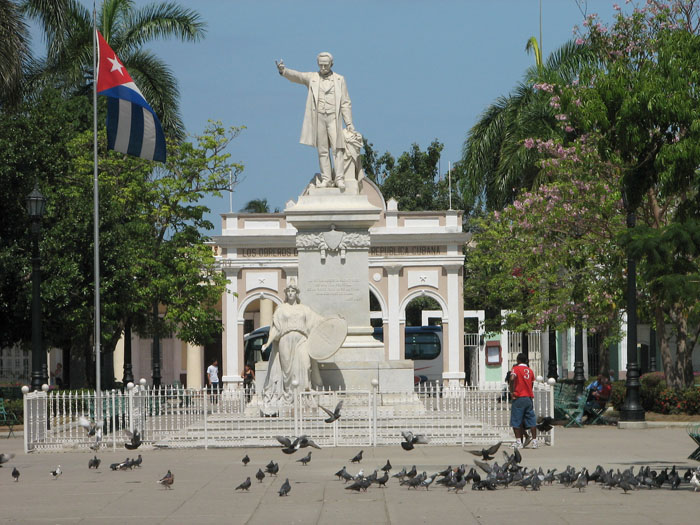
José Martí szobra
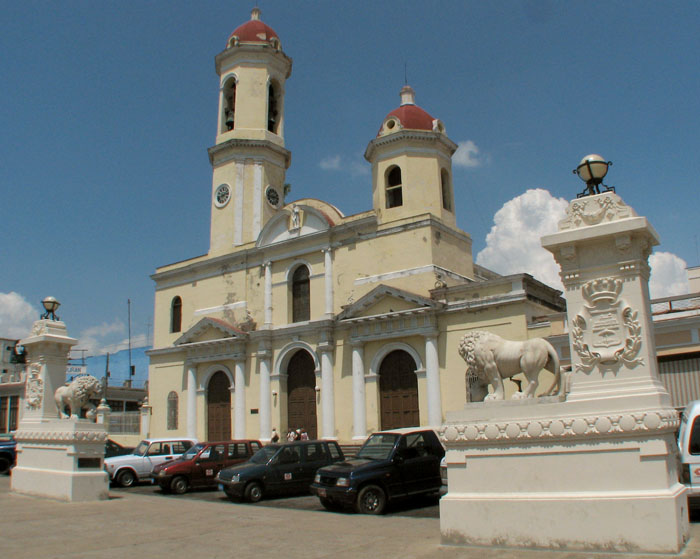
A Szeplőtelen fogantatás székesegyház
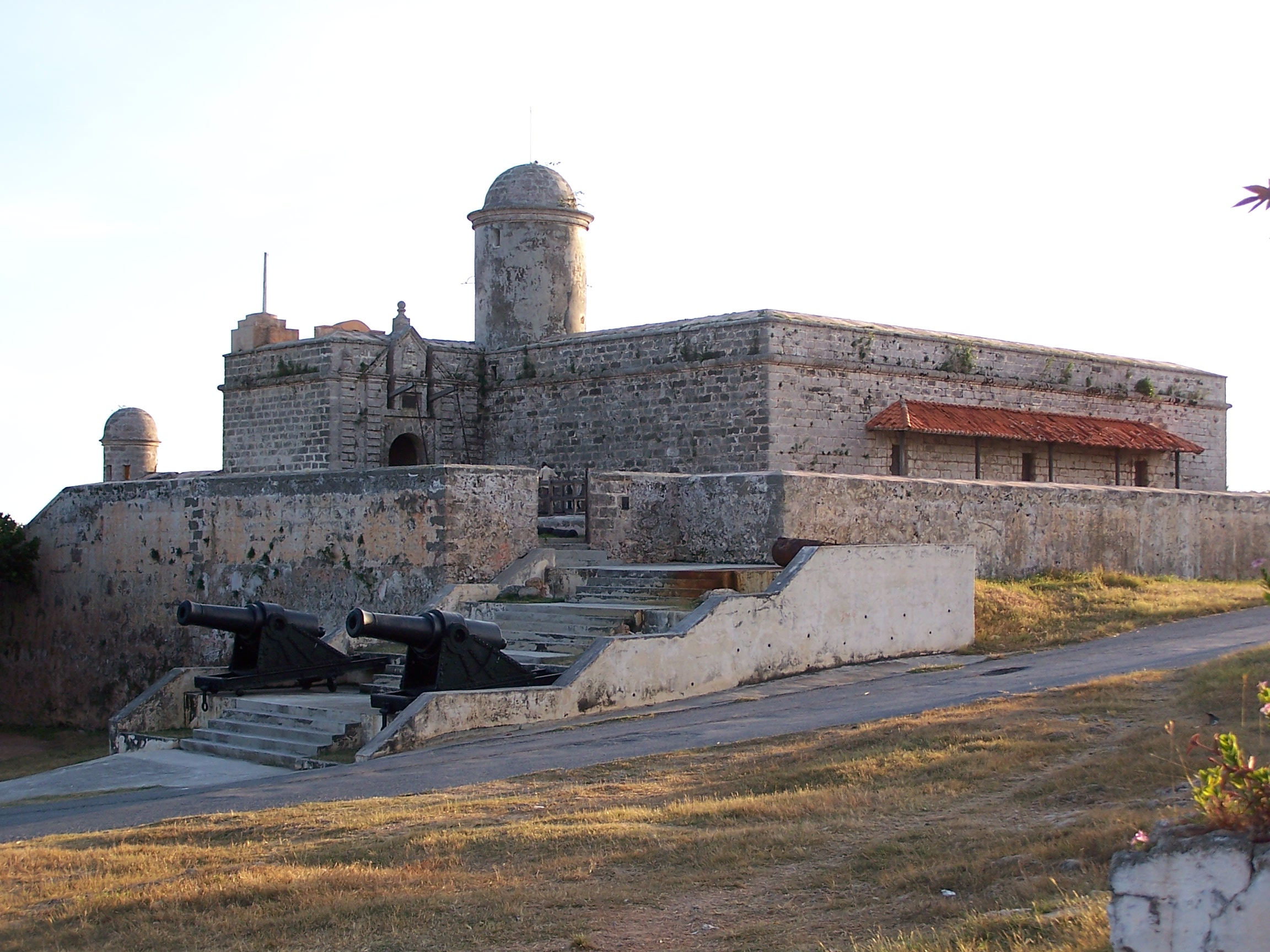
A Jagua-erőd
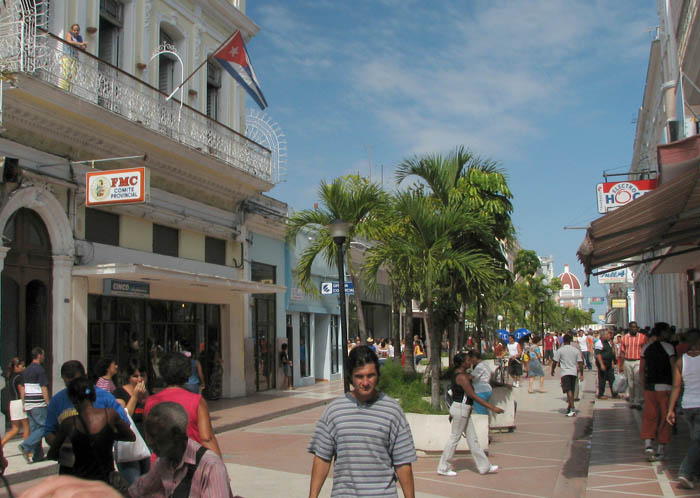
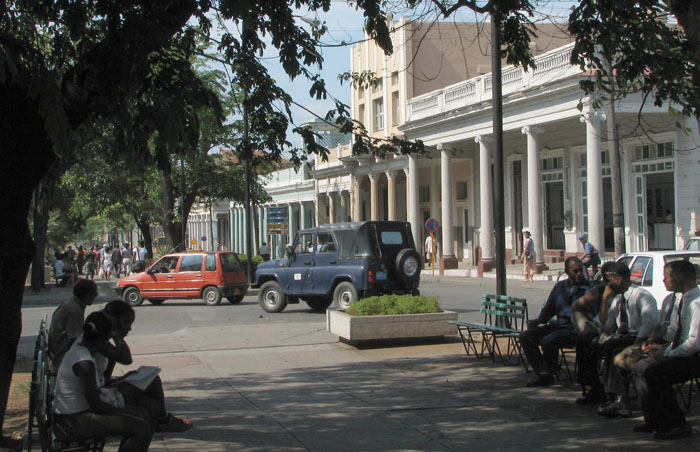
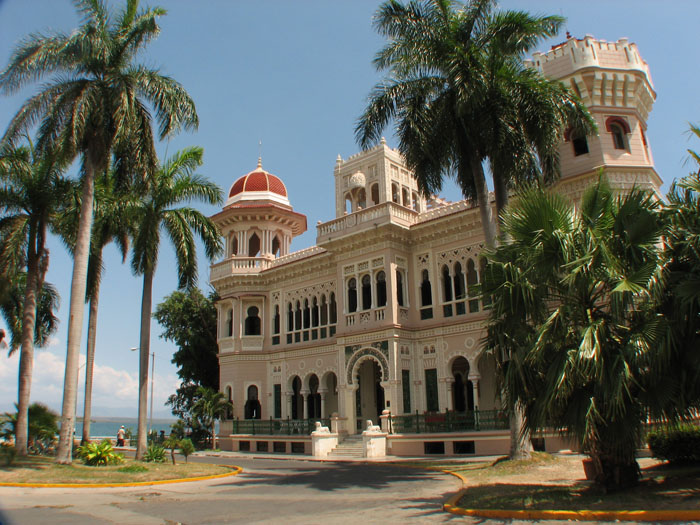
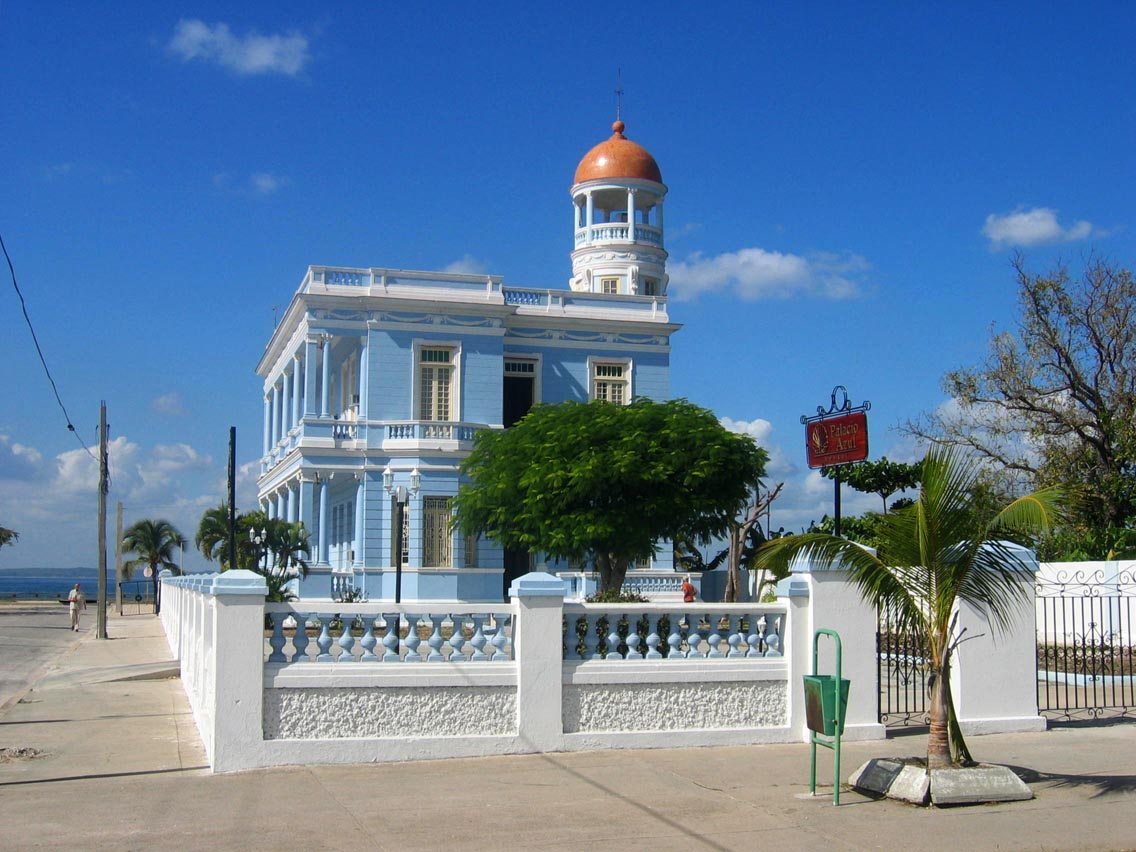
Palacio Azul (Kék palota)
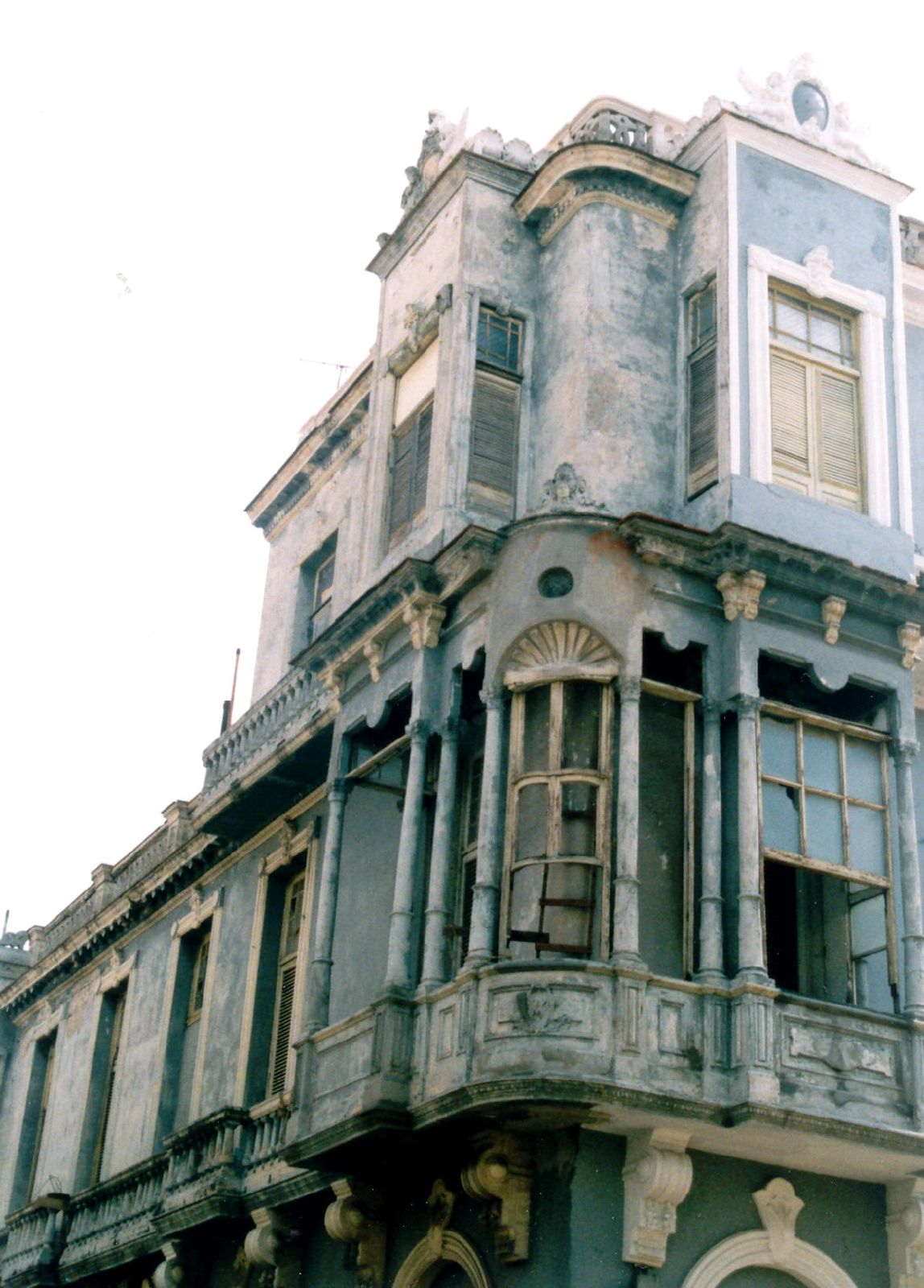
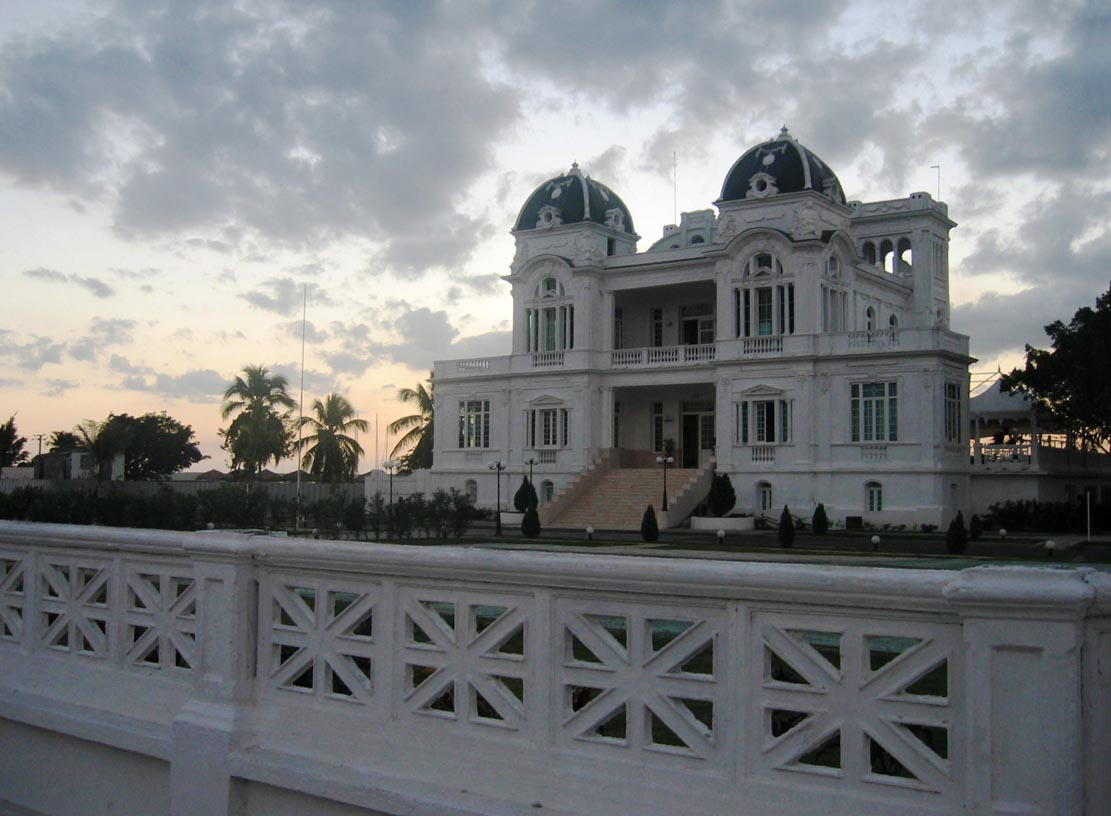
A jachtklub Cienfuegosban
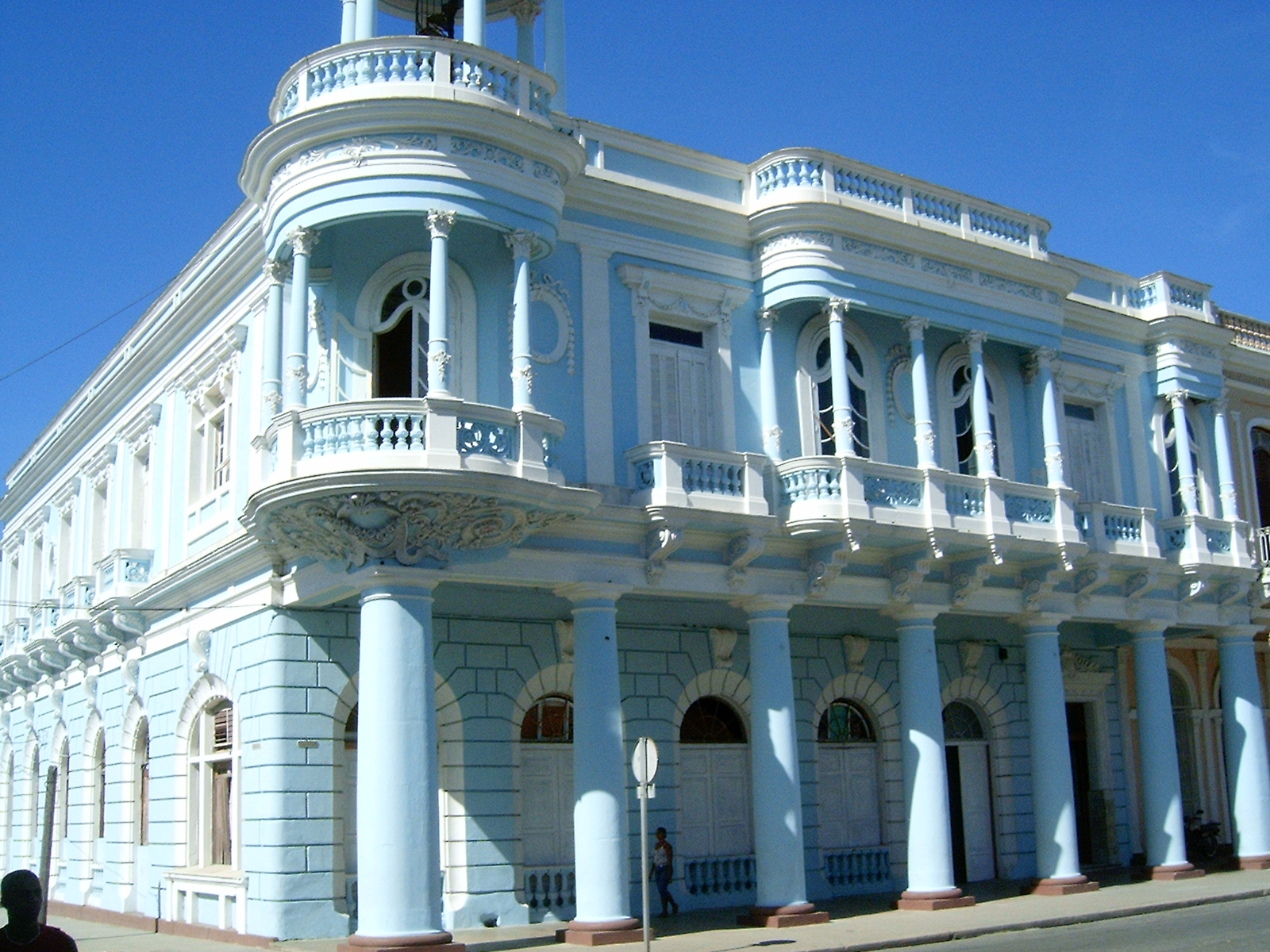
Cienfuegos épületei
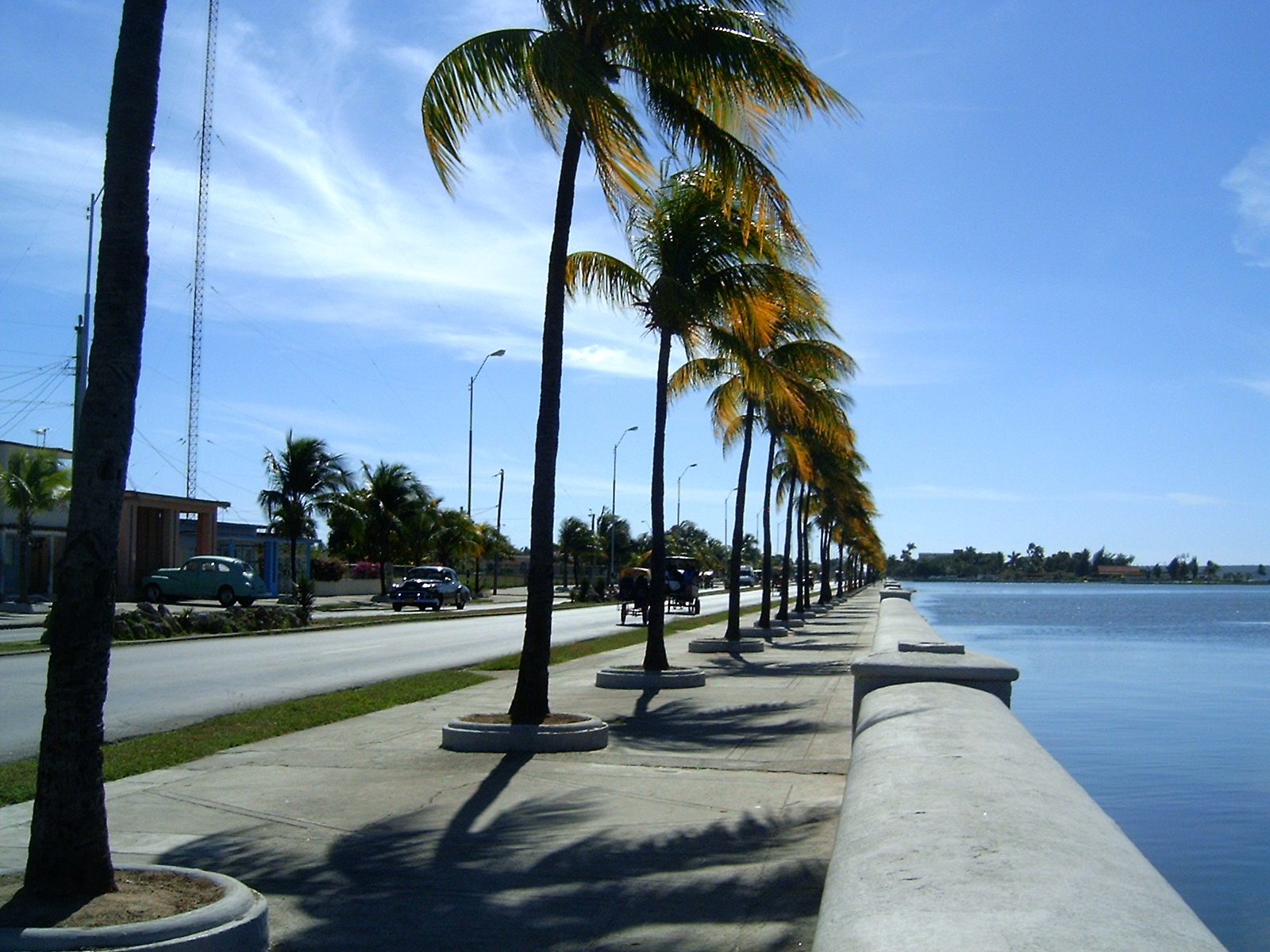
Promenád Cienfuegosban
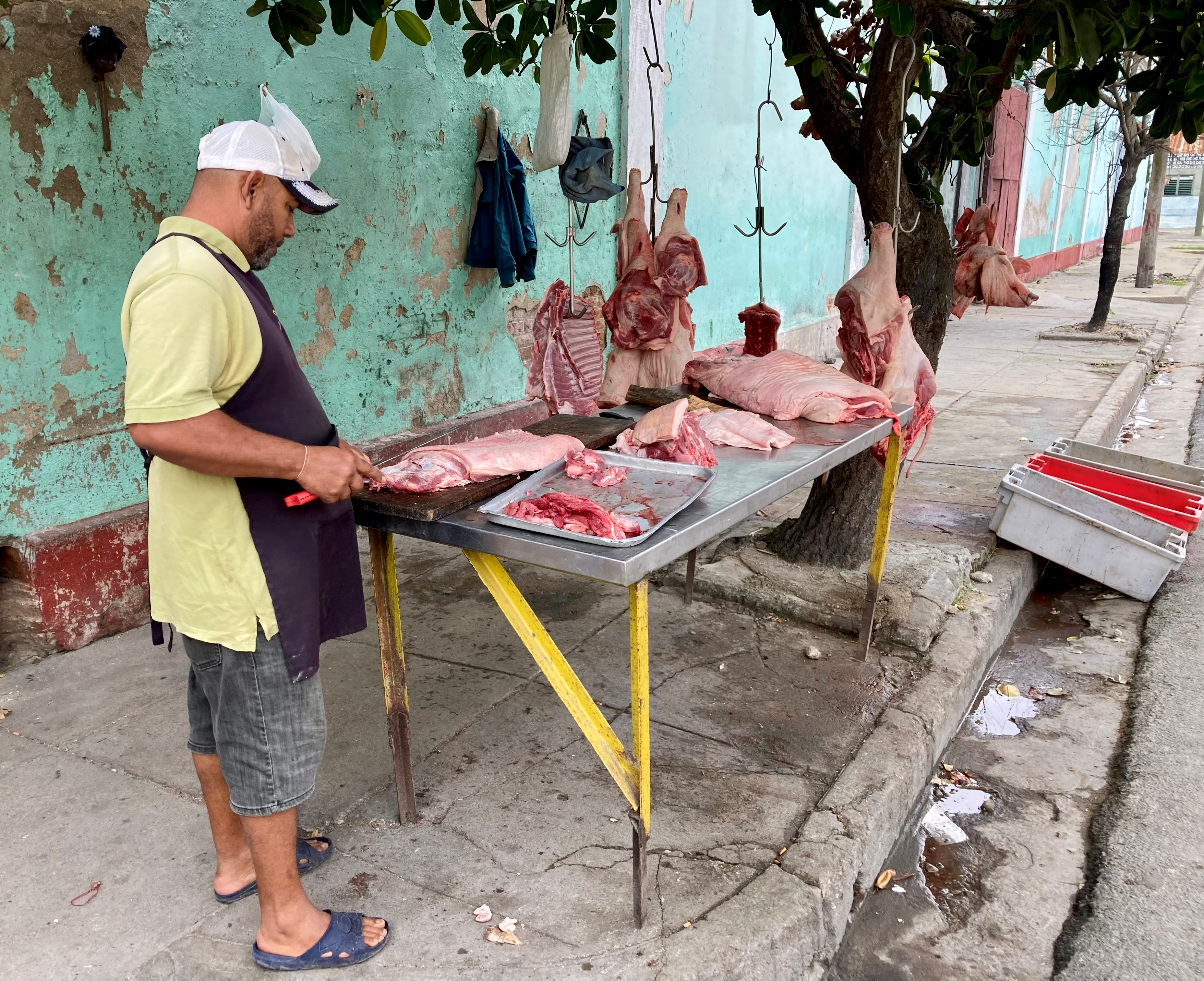
Utcai húsárus